# Kerto Pati
Kerto Pati is een bestuurslaag in het regentschap Sarolangun van de provincie Jambi, Indonesië. Kerto Pati telt 1353 inwoners (volkstelling 2010).